# Bartholomæus Herman Løvenskiold
Bartholomæus Herman Løvenskiold (29. september 1729 på Bolvig Jernværk – 17. maj 1788 på Borgestad) var en godsejer i Norge.
Han var søn af kancelliråd Herman Løvenskiold, ejer af Fossum og Bolvig Jernværker (1701-1759), og Margrethe, biskop Bartholomæus Deichmans datter (1708-1759), samt sønnesøn af konferensråd Herman Løvenskiold (død 1750). Han var fra 1760 ejer af Bolvig Jernværk (til 1777) og Borgestad gård ved Porsgrunn, var født på førstnævnte sted 29. september 1729 og døde på sidstnævnte 17. maj 1788. Siden 1751 havde han titel af virkelig kancelliråd, og han er forfatter af en fortjenstlig Beskrivelse over Bratsberg Amt og Skiens By med sine Forstæder (1784).
Han blev 4. marts 1751 gift i Gerpen med sit søskendebarn Edel Margrethe Rasch (f. i Christiania 15. marts 1728, død på Borgestad 11. oktober 1795), datter af kancelliråd og rektor Jacob Rasch og Anna f. Deichman.